# Amused to Death
| 전문가 평가                   | 전문가 평가 |
| 평가 점수                     | 평가 점수   |
| 출처                          | 점수        |
| ----------------------------- | ----------- |
| AllMusic                      | [ 1 ]       |
| Chicago Tribune               | [ 2 ]       |
| Drowned in Sound              | 8/10        |
| Entertainment Weekly          | A–          |
| Los Angeles Times             | [ 5 ]       |
| Paste                         | 8.0/10      |
| PopMatters                    | 8/10        |
| Record Collector              | [ 8 ]       |
| The Rolling Stone Album Guide | [ 9 ]       |
| Spectrum Culture              | [ 10 ]      |

《Amused to Death》는 1992년 9월 7일, 컬럼비아 레코드에서 발매된 영국의 음악가 로저 워터스의 세 번째 스튜디오 음반이다. 워터스와 패트릭 레너드가 프로듀싱한 이 작품은 Q사운드에 섞여 공간감을 높였다. 이 음반에는 제프 벡이 리드 기타를 여러 곡 수록하고 있다. 이 음반의 제목은 닐 포스트먼의 책 《죽도록 즐기기》에서 영감을 받았다.
2015년 SACD와 블루레이의 5:1 버전을 포함한 워터스와 제임스 거스리의 리마스터드 리믹스가 출시되었다.

## 배경 및 제작
로저 워터스는 1987년 〈Perfect Sense〉를 처음 썼을 때 《Amused to Death》에 대한 작업을 시작했다. 음반이 발매되기 몇 년 전이었다.
《Amused to Death》는 패트릭 레너드가 프로듀싱했으며, 런던의 닉 그리피스와 함께 당구장, 올림픽 스튜디오, CTS 스튜디오, 엔젤 레코딩 스튜디오, 애비 로드 스튜디오에서 공동 프로듀싱을 하였다. 이 음반은 헤이든 벤달, 제리 조던, 스티븐 맥러플런에 의해 제작되었고 제임스 거트리에 의해 믹스되었다. 이 음반은 오디오의 공간적 감각을 높이기 위해 Q사운드에 섞여 있으며, 음반에 미치는 많은 음향 효과(소총 범위, 슬레이벨, 자동차, 비행기, 먼 말, 짹짹 우는 귀뚜라미, 개 등)는 모두 3D 시설을 사용한다.

## 테마
이 음반은 텔레비전에서 무작위로 채널을 돌리는 유인원에 대한 아이디어를 중심으로 느슨하게 구성되어 있지만, 〈The Bravery of Being Out of Range〉와 〈Perfect Sense〉에 나오는 제1차 걸프 전쟁에 대한 비판들을 포함하여, 수많은 정치적, 사회적 주제를 탐구한다.
첫 번째 곡인 〈The Ballad of Bill Hubbard〉는 제1차 세계 대전의 참전 용사 알프레드 라젤의 목소리를 녹음한 것으로, 이 음반이 전장에서 헌정된 동료 병사 윌리엄 "빌" 허버드를 찾아낸 자신의 이야기를 묘사한 것이 특징이다. 그를 안전한 곳으로 데려가려는 시도가 실패한 후, 라젤은 어쩔 수 없이 그를 무인지대에 버리게 된다. 이 이야기는 타이틀곡의 끝부분, 음반의 맨 끝부분에서 계속되며, 라젤은 어떻게 그가 마침내 평화를 찾았는지를 묘사하면서 비극적인 이야기에 코다를 제공했다. 이 발췌문은 1991년 BBC 텔레비전의 《에브리맨》 다큐멘터리 "유령들의 게임(A Game of Ghosts)"에서 나온 것으로, 솜 전투가 시작된 지 75주년을 기념하기 위해 만들어졌다. 오프닝 트랙은 또한 여러 동물들의 소리를 특징으로 한다.
두 번째 곡 〈What God Wants, Part I〉는 라젤의 감동적인 말을 따라가며 대조한다. 대신 TV를 튜닝하면서 "전쟁은 상관없습니다. 그게 전쟁이라면 제가 보고 싶은 것들 중 하나입니다. 그럼 우리 팀이 이기고 있는지, 우리 팀이 지고 있는지 알겠네요..."라고 말하는 아이의 발췌곡으로, 라젤은 채널이 바뀌고 애교가 터져 나오는 것에 방해받는다.
〈Perfect Sense〉는 전쟁의 생중계가 오락의 주요 형태인 세상을 다룬 2부작 곡이다. 이 노래의 첫 부분은 큰 소리로, 알아들을 수 없는 고함소리로 시작하고, 워터스가 한 역방향 메시지를 통해 "하지만 줄리아는 스탠리의 이슈에 비추어 볼 때, 우리는 생각을 바꿨습니다. 우리는 역방향 메시지를 포함하기로 결정했습니다. 스탠리는 당신을 위해서, 그리고 다른 모든 책 버너들을 위해서요." 그 메시지는 워터스가 《The Wall》에 나오는 선생님의 성격을 묘사하곤 했던 공격적인 스코틀랜드 목소리로 소리치면서 절정에 이른다. 2부에서는 유명한 스포츠 캐스터인 마브 앨버트가 마치 농구 경기처럼 전쟁을 이야기한다.
〈The Bravery of Being Out of Range〉는 핑크 플로이드의 1977년 음반 《Animals》와 〈Sheep〉, 〈Swing Low, Sweet Chariot〉에 수록된 곡이다. 워터스는 〈Sheep〉에서 "나는 조던을 살펴보았고 나는 사물이 보이는 것과 같지 않다"고 노래했다. 〈The Bravery of Being Out of Range〉에서 그는 "나는 조던을 보았고 나는 무엇을 보았는가? 파편 더미 속에서 미 해병대원을 봤어요."라고 노래했다.
종다리의 노래로 개막하는 〈Late Home Tonight, Part I〉는 1986년 미국의 리비아 공습 당시 "보통 아내" 두 명과 미국의 젊은 F-111 조종사의 입장에서 회상한다. "removing the jeans from the refrigerator(냉장고에서 청바지를 꺼낸다)"는 가사는 1985년 리바이의 501 광고를 참조한다.

## 제목
이 음반의 제목은 닐 포스트먼의 책 《죽도록 즐기기》에서 영감을 받았다. 포스트먼의 최근 저서 《교육의 종말》에서 그는 음반에 대해 다음과 같이 말한다.
한때 핑크 플로이드의 리드 싱어였던 로저 워터스는 《Amused to Death》라는 CD를 만들 정도로 제 책에 영감을 받았다. 이 사실이 학부생들 사이에서 나의 명성을 너무 높여주어서 나는 그와 그의 종류의 음악을 거절할 처지가 못 된다. 또한 나는 다른 어떤 이유로도 성향을 가지고 있지 않다. 그럼에도 불구하고, 로저 워터스의 음악을 감상하는 데 필요한 감성의 수준은 쇼팽의 〈연습곡〉처럼 감상하는 데 필요한 수준과는 다르고 낮다.

## 커버 아트
이 음반의 오리지널 삽화에는 스탠리 큐브릭 감독의 영화 《2001: 스페이스 오디세이》와 관련하여 텔레비전을 보고 있는 침팬지가 등장한다. TV에 나오는 이미지는 시청자를 응시하는 거대한 안구이다. 워터스에 따르면, 이 유인원은 "지난 10년 동안 네트워크와 케이블 뉴스 앞에 입을 벌리고 앉아 있는 모든 사람을 위한 상징"이었다고 한다.

## 상업적 성과
《Amused to Death》는 1992년 《빌보드》 메인스트림 록 트랙 차트에서 4위를 기록한 〈What God Wants, Part I〉의 도움을 받아 영국 음반 차트 8위, 워터스의 첫 10위권, 빌보드 200에서 21위에 올랐다. 또한 영국에서 60,000장 이상의 판매로 영국 축음기 협회으로부터 실버 인증을 받았다.

## 곡 목록
모든 곡들은 로저 워터스에 의해 작사/작곡하였다.
| #   | 제목                                  | 재생 시간 |
| --- | ------------------------------------- | --------- |
| 1.  | 〈The Ballad of Bill Hubbard〉        | 4:20      |
| 2.  | 〈What God Wants, Part I〉            | 6:00      |
| 3.  | 〈Perfect Sense, Part I〉             | 4:14      |
| 4.  | 〈Perfect Sense, Part II〉            | 2:51      |
| 5.  | 〈The Bravery of Being Out of Range〉 | 4:44      |
| 6.  | 〈Late Home Tonight, Part I〉         | 4:01      |
| 7.  | 〈Late Home Tonight, Part II〉        | 2:12      |
| 8.  | 〈Too Much Rope〉                     | 5:47      |
| 9.  | 〈What God Wants, Part II〉           | 3:39      |
| 10. | 〈What God Wants, Part III〉          | 4:08      |
| 11. | 〈Watching TV〉                       | 6:06      |
| 12. | 〈Three Wishes〉                      | 6:52      |
| 13. | 〈It's a Miracle〉                    | 8:30      |
| 14. | 〈Amused to Death〉                   | 9:06      |